# بخش سرکلویل (شهرستان پیکاوی، اوهایو)
بخش سرکلویل (به انگلیسی: Circleville Township) یک منطقهٔ مسکونی در ایالات متحده آمریکا است که در شهرستان پیکوای، اوهایو واقع شده‌است.
 بخش سرکلویل ۲۶٫۲ کیلومتر مربع مساحت و ۲٬۳۰۰ نفر جمعیت دارد و ۲۱۱ متر بالاتر از سطح دریا واقع شده‌است.